# Gare de Sanremo
Ne doit pas être confondu avec Gare de San Remo.
La gare de Sanremo (en italien : Stazione di Sanremo), est une gare ferroviaire italienne située à Sanremo, placée sur la ligne de Gênes à Vintimille. Elle est inaugurée en 2001 et remplace l'ancienne gare, située sur l'ancien tracé de la ligne.

## Situation ferroviaire

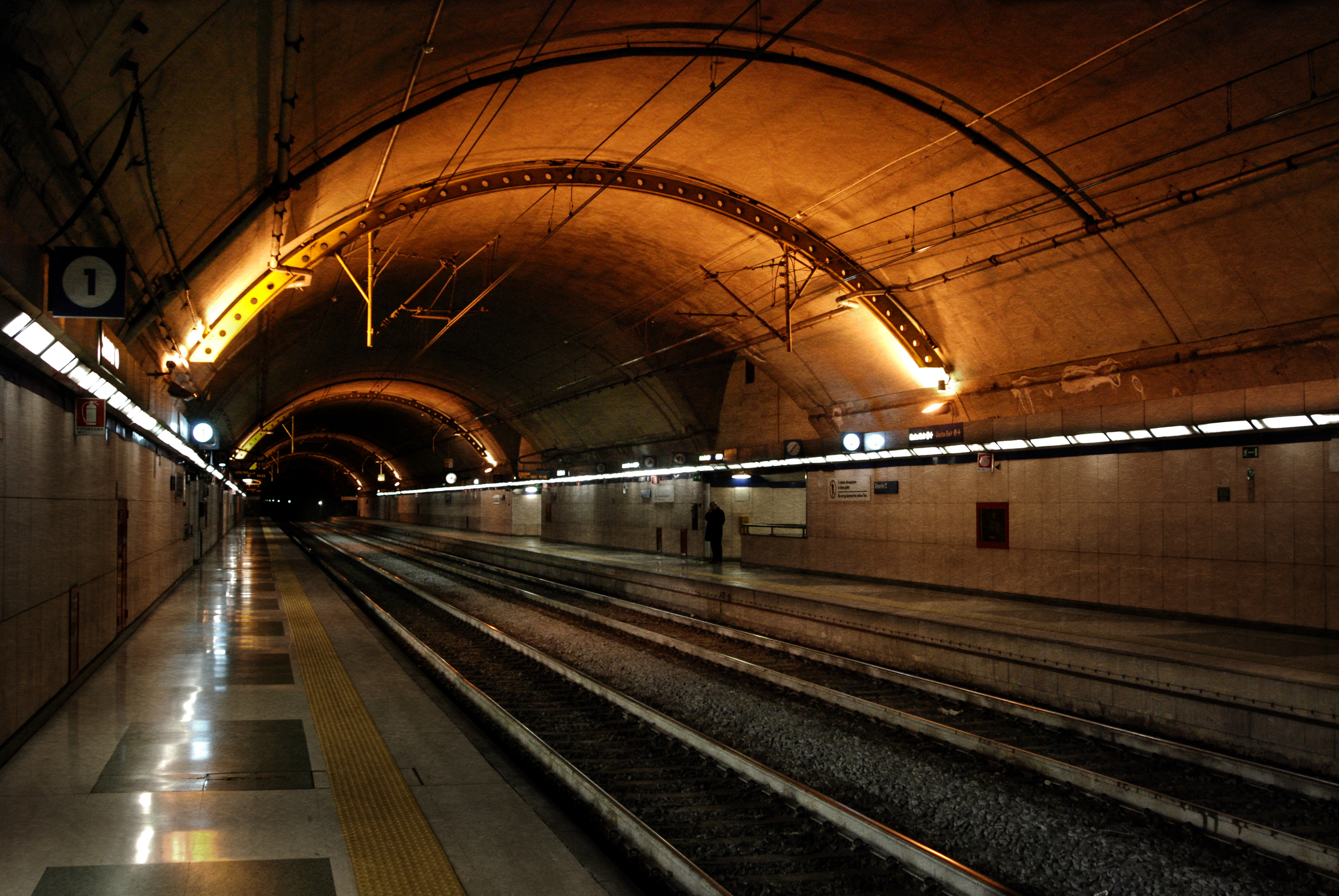
Les quais de la gare.

La gare est située au point kilométrique 131,040 de la ligne de Gênes à Vintimille entre les gares ouvertes de Taggia-Arma et de Bordighera. Avant 2001, la gare se situait entre les gares de Bordighera et d'Ospedaletti Ligure.

## Histoire
La gare été inaugurée le 27 septembre 2001, en même temps de la nouvelle route entre Bordighera et Imperia. La ligne ferroviaire Gênes-Vintimille emprunte une galerie à double voie. L'ancienne voie unique qui parcourt le long de la côte est transformée en piste cyclable.

## Service des voyageurs

### Accueil
La structure, construite dans un tunnel, comporte un bâtiment voyageurs d'accès situé devant la piazza Don Orione dans lequel se trouvent tous les équipements et services. Un tapis roulant relie le bâtiment voyageurs aux voies par un tunnel. La durée du trajet est estimée à 10 minutes.
Elle dispose d'un bâtiment voyageurs, avec guichet. Elle est équipée d'automates pour l'achat de titres de transport. Le bâtiment voyageurs contient une salle d'attente, un bar et un poste de la Police ferroviaire italienne.

### Dessertes
La gare est desservie par les services régionaux de la Trenitalia en collaboration avec la région de Ligurie. Des services longue-distance sont également opérés par la Trenitalia.

### Intermodalité
La gare possède une station de taxi et un arrêt du réseau de bus de Sanremo, avec un parking.